# Vuelta al Táchira 1983
La 18ª edición de la competición ciclista venezolana Vuelta al Táchira se disputó desde el 8 hasta el 17 de enero de 1983.
Perteneció al calendario de la Federación Venezolana de Ciclismo. El recorrido contó con 10 etapas y 1220 km, transitando por los estados Mérida, Portuguesa, Barinas y Táchira.
El ganador fue el venezolano Mario Medina del equipo Lotería del Táchira, quien fue escoltado en el podio por Martín Ramírez y Alexander Krasnov.
La clasificación por equipos la ganó Lotería del Táchira.

## Equipos participantes
Participaron varios equipos conformados por entre 6 y 8 corredores, con equipos de Venezuela, Unión Soviética, Cuba, México y Colombia.
| - Lotería del Táchira - Club Martell - OPE - Trujillo - Selección de Táchira - Selección de Barinas - Selección de Mérida - Selección de Carabobo | - Selección de Colombia - Selección de Unión Soviética - Selección de México - Selección de Cuba |

## Etapas
| Etapa | Fecha       | Recorrido                             | Km  | Ganador                      | Lider             |
| 1ª    | 8 de enero  | Circuito en San Cristóbal             | 100 | Enrique Campos               | Enrique Campos    |
| 2ª    | 9 de enero  | San Cristóbal - El Piñal - Rubio      | 132 | Mario Medina                 | Mario Medina      |
| 3ª    | 10 de enero | Rubio - San Cristóbal - Santa Bárbara | 169 | Justo Galaviz                | Mario Medina      |
| 4ª A  | 11 de enero | CRE de Barrancas a Barinas            | 26  | Selección de Unión Soviética | Alexander Krasnov |
| 4ª B  | 11 de enero | Circuito en Barinas                   | 67  | Alexander Kulikov            | Alexander Krasnov |
| 5ª    | 13 de enero | Circuito en Mérida - Tovar            | 99  | Israel Corredor              | Alexander Krasnov |
| 6ª    | 14 de enero | Tovar - La Grita                      | 130 | Carlos Alba                  | Alexander Krasnov |
| 7ª A  | 16 de enero | CRI de Coloncito a La Fría            | 21  | Alexander Krasnov            | Alexander Krasnov |
| 7ª B  | 16 de enero | La Fría - San Juan de Colón           | 97  | Ignacio Mosqueda             | Alexander Krasnov |
| 8ª    | 17 de enero | Cordero - La Represa                  | 120 | Martín Ramírez               | Alexander Krasnov |
| 9ª    | 18 de enero | Pregonero - Táriba                    | 145 | Enrique Campos               | Mario Medina      |
| 10.ª  | 18 de enero | Táriba - Ureña - San Cristóbal        | 114 | Rafael Tolosa                | Mario Medina      |

## Clasificaciones

### Clasificación general
| Posición | Ciclista          | Equipo                       | Tiempo |
|          | Mario Medina      | Lotería del Táchira          |        |
| 2º       | Martín Ramírez    | Selección de Colombia        |        |
| 3º       | Alexander Krasnov | Selección de Unión Soviética |        |
| 4º       | Bandera de ?      | Bandera de ?                 |        |
| 5º       | Bandera de ?      | Bandera de ?                 |        |
| 6º       | Bandera de ?      | Bandera de ?                 |        |
| 7º       | Bandera de ?      | Bandera de ?                 |        |
| 8º       | Bandera de ?      | Bandera de ?                 |        |
| 9º       | Bandera de ?      | Bandera de ?                 |        |
| 10º      | Bandera de ?      | Bandera de ?                 |        |

### Clasificación por puntos
| Posición | Ciclista     | Equipo       | Puntos |
|          | Bandera de ? | Bandera de ? |        |
| 2°       | Bandera de ? | Bandera de ? |        |
| 3°       | Bandera de ? | Bandera de ? |        |

### Clasificación de la montaña
| Posición | Ciclista     | Equipo       | Puntos |
|          | Bandera de ? | Bandera de ? |        |
| 2°       | Bandera de ? | Bandera de ? |        |
| 3°       | Bandera de ? | Bandera de ? |        |

### Clasificación de los sprints
| Posición | Ciclista     | Equipo       | Puntos |
|          | Bandera de ? | Bandera de ? |        |
| 2°       | Bandera de ? | Bandera de ? |        |
| 3°       | Bandera de ? | Bandera de ? |        |

### Clasificación sub-23
| Posición | Ciclista     | Equipo       | Tiempo |
|          | Bandera de ? | Bandera de ? |        |
| 2°       | Bandera de ? | Bandera de ? |        |
| 3°       | Bandera de ? | Bandera de ? |        |

### Clasificación por equipos
| Posición | Equipo                       | Tiempo |
|          | Lotería del Táchira          |        |
| 2°       | Selección de Unión Soviética |        |
| 3°       | Bandera de ?                 |        |